# Arabinogalactan
Arabinogalactan ist ein Heteroglykan aus Pflanzen und Mycobakterien. Es kommt unter anderem im Gummi arabicum und im Ghatti-Gummi vor.

## Eigenschaften

### Pflanzliche Arabinogalactane
Arabinogalactan ist ein stark verzweigtes Polysaccharid, das aus einer Galactan-Hauptkette mit Seitenketten von Galactose und Arabinose besteht. Es ist eine Ballaststoff-Quelle und ist seit 1998 als Generally Recognized As Safe (GRAS) von der FDA zugelassen. Es erhöht die Anzahl an Lactobacillus in der Darmflora und senkt die Ammoniak-Konzentration im Kot. Arabinogalactan senkt in Mäusen die Anzahl an Monozyten und Granulozyten in der Milz und erhöht die Anzahl der NK-Zellen in der Milz. Arabinogalactan aus Lärchen zeigt eine Aktivierung der NK-Zellen in Bezug auf Tumorzellen in Zellkultur mit erhöhten Werten an Interferon-γ, Tumornekrosefaktor-α, Interleukin-1β und Interleukin-6, von denen nur IFN-γ die NK-Zellen aktiviert.
Arabinogalactane aus sibirischen Lärchen können das Auftreten von Erkältungskrankheiten aufgrund ihrer immunstimulierenden Eigenschaften mindern, und verstärken die Wirkung von manchen Impfstoffen.

### Bakterielle Arabinogalactane
Das mikrobielle Arabinogalactan ist ein Hauptbestandteil der mycobakteriellen Zellwand, oftmals gebunden an Glykoproteine. Sowohl Galactose als auch Arabinose kommen hier ausschließlich in Furanoseform vor. Der Galactan-Anteil ist linear aus etwa 30 Galactosen aufgebaut und ist über β-(1-5) and β-(1-6)-glycosidische Bindungen verzweigt. Die Arabinankette besteht aus 30 Arabinosen und ist an drei Punkten mit der Galactankette verbunden, vermutlich an Arabinose 8, 10 und 12. Der Arabinanteil des Arabinogalactans ist ein verzweigtes Polysaccharid, das endständig mit Mycolsäuren modifiziert ist. Die glycosidischen Bindungen des Arabinananteils sind α-(1-3), α-(1-5), and β-(1-2).
Das reduzierende Ende des mycobakteriellen Arabinogalactans besteht aus der Abfolge (1→5)-D-Galf-(1→4)-L-Rhap-(1→3)-D-GlcNAc. Ein Muramyl-6-Phosphat befindet sich im Peptidoglycan. Das mykolylierte Arabinogalactan wird durch die Actinomycetaceae-typische Verknüpfung L-Rhap-(1→3)-D-GlcNAc-(1→P) mit dem Peptidoglycan verbunden. Arabinogalactan enthält die Galactankette mit abwechselnden Bindungen (5-verbundenes β-D-galactofuranosyl (Galf) und 6-verbundenes β-D-Galf). Die Arabinanketten sind mit dem C5 des 6-verbundenen β-D-Galf verknüpft. Das Arabinan lässt sich in drei Bereiche unterteilen. Der erste Bereich besteht aus linearen 5-verbundenen α-D-Araf. Der zweite Bereich ist verzweigt mit 3,5-verbundenen α-D-Araf, welche je ein 5-verbundenes α-D-Araf an beiden Verzweigungen tragen. Der dritte Bereich enthält 3,5-verbundene α-D-Araf, welche an beiden Verzweigungen das Disaccharid β-D Araf-(1→2)- α-D-Araf besitzen (C8, C10 und C12).
Das nicht-reduzierende Ende ist mit Mycolsäuren der Zellwand verknüpft. Die Mycolsäuren sind über die 5-Hydroxyle der letzten beiden Araf verbunden, meist vier Mycolsäuren auf dem Pentaarabinosyl-Teil (β-Araf-(1→2)-α-Araf)2-3,5-α-Araf, was einer Zwei-Drittel-Bedeckung der möglichen Positionen entspricht.
Etwa eine der drei Arabinose-Verknüpfungen an der Galactankette enthält bis zu drei Succinylgruppen, meistens eine. Aminozucker werden nicht succinyliert. In Mycobacterium tuberculosis kommen die positiv-geladenen Aminozucker und die negativ-geladenen Succinyle im mittleren Bereich des Arabinananteils vor, genauer am O-2 des inneren 3,5-α-D-Araf. Die Succinyle befinden sich auf der Kette ohne Mycolsäure.